# Gáll András
Gáll András (Kolozsvár, 1930. március 31. –) romániai magyar író, újságíró, publicista.

## Élete
Kolozsváron tanult, a Bolyai Egyetem Történelem Karának végzettje (1952), polgári nevén Glancz András. Eredetileg akadémiai pályafutásra készült. Harmadévesen Cselényi Béla professzor felterjesztette gyakornoki állásra, amit az egyetem tanulmányi igazgatója, Csehi Gyula, politikai okokból elutasított. Minthogy megélhetés után kellett néznie, tanulmányaival párhuzamosan, egyéb lehetőség híján, állást vállalt az Új Út című akkori kolozsvári hetilapnál. Így lett újságíró szükségből. Utolsó vizsgái után meghívást kapott az országos magyar napilap, a Romániai Magyar Szó szerkesztőségébe. Attól kezdve Bukarestben élt 1976-ig. 
1975-ben, tarthatatlan családi helyzetben (orvos felesége 300 kilométerre bukaresti otthonuktól volt kénytelen dolgozni), és kihasználva a román-amerikai kereskedelmi tárgyalások által teremtett kedvező feltételeket, kivándorlási útlevelet kért Izraelbe. 1976 óta Izraelben él.

## Munkássága
Huszonöt évi bukaresti újságírói és lapszerkesztői tevékenysége során következetesen távol tartotta magát az akkori romániai magyar irodalmi élettől, kizárólag külpolitikai újságírással foglalkozott. Közírói és írói képességei az emigrációban bontakoztak ki, és csak a magyarországi meg a romániai kommunista rendszerek összeomlása után kaptak fórumot. Napi aktualitású eszmefuttatásai régi lapjában, a megújult Romániai Magyar Szóban jelentek meg. Kötetbe foglalt, időtálló publicisztikai írásai (Palackposta az utókornak) kortörténeti dokumentumok lelkiismereti kérdésekről, amelyekkel nemzedéke szembe került. 
Az „Éjszaka, a catalaunumi mezőn” személyes emlékek szubjektív sorozatával keresi rá a fájdalmas választ, miként sikerült a román kommunista hatalomnak, éppen erdélyi magyar kiszolgálói segítségével, sírjába taszítania a történelmi Erdélyt. „A sztrájk, amelyről senki se tudott” alighanem az egyetlen dokumentum az ötvenhatos forradalom és népfelkelés egyik siralmasan végződött bukaresti mellékütközetéről a magyar napilap szerkesztőségének folyosóin. „Egy outsider emlékei” a magyarországi zsidódeportálások 60. évfordulóján a túlélő tragikus dilemmáját feszegeti, hogy saját életben maradása erkölcsileg elfogadható volt-e, s igazolható volt-e 1944-ben életmentés, aminek ára mások halálba küldésének tudatos meggyorsítása volt. Szépirodalmi alkotásaiban, „Rapszódia egy férfi szerelmeinek és örök szerelmének témáira” (2006), „Alkony” (2007), „Emlékek és délibábok” (2007), „Innen az Óperencián nem voltunk boldogok” (2007), az emberi kapcsolatok legfontosabbikáról, a férfi-nő kapcsolatról igyekszik újat mondani és meggondolkoztatót.

## Művei
- Vendégek a világűrből? Miről vall a "repülő csészealjak" és a paleoasztronautika irodalma?; bev. Gáll András; Poligr. Casa Scinteii, Bukarest, 1972 (Előre kiskönyvtára)
- 2.500 kérdésre 2.500 felelet; szerk. Gáll András, Kovács Erzsébet, Szűcs Olga; Tip. Casa Scinteii, Bukarest, 1974 (Előre kiskönyvtára)
- Innen az Óperencián nem voltunk boldogok; Novum, Sopron, 2008